# 喜多方市小田付伝統的建造物群保存地区
喜多方市小田付伝統的建造物群保存地区（きたかたしおたづきでんとうてきけんぞうぶつぐんほぞんちく）は福島県喜多方市にある伝統的建造物群保存地区。国の重要伝統的建造物群保存地区として選定されている。

## 概要
市街地から農村部まで4,200の蔵が残り、「蔵のまち」と言われる喜多方市であるが、その市街地は、田付川を挟んだ西側の小荒井、東側の小田付という2つの在郷町を中心として発展した。両地区とも多くの蔵が残り、このうち東側の小田付が2018年（平成30年）3月に市の伝統的建造物群保存地区となり、同年8月に国の重要伝統的建造物群保存地区に選定された。

### 歴史
高度成長期、モータリゼーションにより市内の蔵が取り壊されようとする中、蔵の写真を撮り続けていた地元写真家・金田実が1972年（昭和47年）に写真展を開催。これをきっかけに、1975年（昭和50年）にNHKが『新日本紀行』で、蔵と人々をテーマにした「蔵ずまいの町 福島県・喜多方市」を放送したことで、蔵のまち・喜多方が全国に知られるようになった。その後1979年（昭和54年）から1981年（昭和56年）にかけて、市内で蔵が密集する下記5地区のうちC.を除く4地区で伝統的建造物群保存地区調査が行われた。
- A. 中央通り（旧小荒井村の中心部）[6]
- B. 南町通り（旧小田付村の中心部）[6]
- C. 松山町（店蔵を中心に散在）[6]
- D. 岩月町杉山（農家の座敷蔵が両側に並び建つ）[6]
- E. 岩月町三津谷（明治末期の煉瓦造納屋蔵・座敷蔵が目立つ）[6]

1995年（平成7年）に蔵主有志による「蔵の会」、2003年（平成15年）にまちづくり団体の「会津北方小田付郷町衆会」がそれぞれ結成され、2001年（平成13年）から調査を行っている東京大学都市デザイン研究室とともに数多くのまちづくり活動が行われるようになった。
重伝建選定以降の小田付では、若者による新店舗の創業も相次いでいる。

## 近隣施設
- うるし美術博物館
- 甲斐本家蔵座敷
- 大和川酒造北方風土館
- レトロ横丁商店街
  - 若喜商店煉瓦蔵（近代化産業遺産）
- 喜多方市美術館
- 喜多方蔵の里
- 日中線しだれ桜
- 喜多方蔵座敷美術館
- 喜多方蔵品美術館

## 祭り・イベント
- 小田付初市:毎年1月17日

## 交通アクセス
- JR磐越西線 喜多方駅より北東へ約1.5 km。
- 会津バス 「新道」バス停より徒歩すぐ。